# Contea di Brown (Nebraska)
La contea di Brown (in inglese Brown County) è una contea dello Stato del Nebraska, negli Stati Uniti. La popolazione al censimento del 2000 era di 3 525 abitanti. Il capoluogo di contea è Ainsworth.